# Luzzano
Luzzano é uma frazione da comuna de Moiano, província de Benevento, Itália. Está localizado a cerca de 60 km de Nápoles. Faz divisa com a comuna de Airola. Mais da metade de seus mil habitantes têm o sobrenome Meccariello.